# Stockholm 75
Stockholm 1975 ist ein 2003 gedrehter Dokumentarfilm von Regisseur David Aronowitsch, der sich mit der Geiselnahme von Stockholm 1975 durch die Rote Armee Fraktion beschäftigt. Der Film begleitet einen der damaligen Täter, Karl-Heinz Dellwo, im Auto nach Stockholm, zu seiner Familie nach Südfrankreich und nach Celle, wo er inhaftiert war, abwechselnd mit ausführlichen Interviewpassagen und zeitgenössischen Fernsehbildern.